# Carlos Lozano Hidalgo
Carlos Lozano Hidalgo (Madrid, 27 de novembre de 1962) és un model, actor i presentador espanyol.

## Biografia
Va començar en el món de la moda, i va desfilar per a Versace i Armani a les passarel·les de París, Milà, Nova York, Chicago, Londres i Japó. També durant una temporada va formar part de l'equip de locutors de continuïtat de La 2, amb els quals aquesta cadena volia donar una imatge de frescor i joventut.
En 1994 s'inicia en el món de la interpretació, debutant sobre els escenaris en l'obra de teatre Los bellos durmientes, d'Antonio Gala, al costat d'Amparo Larrañaga.
En 1996 passa a Telecinco qui el contracta per presentar La ruleta de la fortuna en substitució de Goyo González. Un any després fitxa per Telemadrid per encarregar-se dels concursos al magazín de Terelu Campos, Con T de tarde. També a Telemadrid va presentar el concurs d'acudits ¡Hola mamá, soy yo! (1998) i el concurs Adivina, Adivinanza (1999).
En 1999 s'embarca en un projecte d'Antena 3 per recuperar per a la interpretació Carmen Sevilla.
Es tracta d'una sèrie anomenada Ada Madrina, en la que Lozano compartia plató, a més d'amb l'esmentada, amb Jesús Puente i Mar Flores. No obstant això, l'audiència no respon i la sèrie és retirada poques setmanes després de la seva estrena. Aquest mateix any es fa amb un petit paper en la pel·lícula Todo sobre mi madre de Pedro Almodóvar.
De tornada a Televisió Espanyola, José Luis Moreno li encomana la presentació del seu nou espai musical de nit dels dissabtes, Noche de fiesta.
Pocs mesos després, li sorgeix la seva primera gran oportunitat. La televisió pública va decidir reeditar un vell concurs que en el seu moment havia conduït amb enorme èxit el veterà Joaquín Prat: El precio justo.
El triat per a responsabilitzar-se de la nova etapa és el mateix Carlos Lozano. Roman en el programa fins a 2001 i coneix a una de les hostesses, Mónica Hoyos, que seria mare de la seva filla Luna.
Aquest mateix any, participa en la pel·lícula Marujas asesinas, al costat de Neus Asensi i Antonio Resines.
Després d'un breu pas per l'espai ¡Vaya peña!, és anomenat per a posar-se al capdavant del nou talent xou a Espanya, Operación Triunfo, programa que arrasaria en els índexs d'audiència en els següents anys, i que situa Lozano com un dels personatges més populars de la pantalla petita.
Carlos, amb el seu peculiar estil, es va fer càrrec de la presentació de les tres primeres edicions del concurs, les emeses per TVE entre 2001 i 2004. Es fa famós per la seva imatge desenfadada i els seus afegitons com "mi niña", "guapísima", "a triunfar", etc.
Amb posterioritat ha presentat en La 1 Eurojunior; les diferents gales prèvies i posteriors al Festival d'Eurovisió entre 2002 i 2006; el programa de càmera oculta Mira allí emès per Canal Nou i Telemadrid en 2005; En esta noche (2006-2007) i el magazín Tan lozano (2008), ambdós a 7 Región de Murcia i una nova edició del clàssic concurs ¿Qué apostamos? (2008), al costat de Rocío Madrid, en algunes de les cadenes integrades en la FORTA. El gener de 2011 torna a televisió per a presentar el programa Rico al instante, a Antena 3, que resulta un autèntic fracàs.
En 2010 realitza al costat de María Blanco i Marta Rivera la gira per Espanya del longeu musical Chicago, interpretant al protagonista Billy Flynn.
En 2016, participa com a concursant en la quarta edició de Gran Hermano VIP de la cadena Telecinco, la qual cosa l'ha portat a recuperar la seva notorietat televisiva. Després de passar pel reality estrella de la cadena i tornar a la televisió a Espanya, Mediaset està treballant en la possibilitat d'oferir-li presentar un programa de la productora.
A l'abril de 2016, després de la seva sortida del reality, es confirma que Carlos Lozano ha acceptat ser el nou presentador de la cinquena edició de Granjero busca esposa, al canal Cuatro.
El desembre de 2016 es confirma que després d'haver presentat Granjero busca esposa, passa a presentar a Telecinco un nou reality show anomenat Sálvame Snow Week, en el qual durant 15 dies es van a un balneari a buscar a dos nous col·laboradors famosos per a ocupar els llocs deixats buits del programa de sobretaula Sálvame. També, en aquest mes és copresentador del programa La noche en paz emès el 24 de desembre i el 31 de desembre.
El 31 de gener de 2018, Carlos comença a col·laborar en Sálvame com a defensor de l'audiència, recollint les crítiques i suggeriments del públic.
Entre setembre i octubre de 2018 va participar en la sisena edició de Gran Hermano VIP com a Invitado VIP a les gales i col·laborador als debats.
L'abril de 2019 es confirma la seva participació a Supervivientes, on concursa amb Isabel Pantoja, Chelo García-Cortés o la seva exparella, Mónica Hoyos, entre altres rostres televisius.

## Vida privada
En 1999 coneix la peruana Mónica Hoyos, que treballava com a hostessa al programa que ell presentava, "El precio justo" .
Amb ella manté una relació de diversos anys, de la qual neix la seva única filla, Lluna, nascuda en juliol de 2004. En 2007, després de gairebé vuit anys junts, se separen.
En 2016, el presentador comença una relació amb l'actriu i model peruana Miriam Saavedra, 30 anys menor que ell. En 2018, la parella trenca la relació.

## Trajectòria

### Programes
- La ruleta de la fortuna (Telecinco, 1996-1997) com a presentador
- Con T de tarde (Telemadrid, 1997-1998) como presentador dels concursos del magazín.
- ¡Hola mamá, soy yo! (Telemadrid, 1998) com a presentador
- Adivina, adivinanza (Telemadrid, 1999) com a presentador
- Noche de fiesta (La 1, 1999) com a presentador
- Festival Internacional de la Cançó de Benidorm (La 1, 1999-2001) com a presentador
- El precio justo (La 1, 1999-2001) com a presentador
- Destino Eurovisión (La 1, 2000 y 2003) com a presentador
- ¡Vaya peña! (La 1, 2001) com a presentador
- Operación Triunfo (La 1, 2001-2004) com a presentador
- Eurojunior (La 1, 2003-2004) com a presentador
- Mira allí (Canal Nou i Telemadrid, 2005) com a presentador
- En esta noche (7 Región de Murcia, 2006-2007) com a presentador
- Tan lozano (7 Región de Murcia, 2008) com a presentador
- ¿Qué apostamos? (FORTA, 2008) com a presentador
- Rico al instante (Antena 3, 2011) com a presentador
- Operación Triunfo a Perú (América Televisión, 2012-2013) com a jurat.
- Reyes y estrellas (La 1,2015) com a presentador
- Los Lozano a Perú (Latina Televisión, 2015) com a presentador
- Gran Hermano VIP 4 (Telecinco, 2016) com a concursant (2n finalista).
- Granjero busca esposa (Cuatro, 2016-2018) com a presentador
- Gran Hermano 17: El Debate (Telecinco, 2016) com a col·laborador.
- Hazte un selfi (Cuatro, 2016) com a convidat
- El año en Paz (Telecinco, 2016) com a co-presentador.
- Sálvame Snow Week (Telecinco, 2016), com a presentador
- Mad in Spain (Telecinco, 2017), com a col·laborador.
- Gran Hermano Revolution (Telecinco, 2017), com a convidat VIP.
- Sálvame (Telecinco, 2018), com a defensor de l'audiència.
- Gran Hermano VIP 6 (Telecinco, 2018), com a convidat VIP a les gales i col·laborador als debats.
- Supervivientes 2019 (Telecinco, 2019), com a concursant (5è expulsat)

### Pel·lícules
- Perro rabioso 2 (1991) com a Porter.
- Dile a Laura que la quiero (1995) com a Director d'una revista.
- Todo sobre mi madre (1999) com a Mario.
- Marujas asesinas (2001) com a Pablo.
- Pata negra (2001) com a Félix.
- Operación Patakón (2007) com a Capitán Bermúdez.

### Sèries
- Casa para dos (Telecinco, 1995) como Carlos (1 episodi).
- Tu pasado me condena (Antena 3, 1996) como Carlos (1 episodi).
- Canguros (Antena 3, 1996) com a Carlos (1 episodi).
- Ada Madrina (Antena 3, 1999) com a Julio (10 episodis).
- Avenida Perú (Andina de Televisión, 2013) com a Santiago de Abascal (120 episodis).

## Premis
| Premi        | Categoria   | Programa          | Resultat  |
| ------------ | ----------- | ----------------- | --------- |
| TP d'Or 2001 | Presentador | Operación Triunfo | Guanyador |
| 2002         | Presentador | Operación Triunfo | Nominat   |